# The Last Waltz (album, 1978)
Pour les articles homonymes, voir The Last Waltz.
Albums de The Band
Anthology (en)
(1978) To Kingdom Come (en)
(1989)
The Last Waltz (1978) est un album du groupe de rock canadien The Band, enregistré lors du concert d'adieu La Dernière Valse du groupe organisé au Bill Graham's Winterland Ballroom le jour de Thanksgiving 1976.

## Titres de l’album
Les chansons marquées d'un astérisque (*) sont absentes du documentaire de Martin Scorsese retraçant le concert.
| 1.  | Theme from the Last Waltz                                                                                                | Robertson                | 3:28 |
| 2.  | Up on Cripple Creek | Robertson                | 4:44 |
| 3.  | Who Do You Love (avec Ronnie Hawkins (chant))                                                                            | McDaniel                 | 4:16 |
| 4.  | Helpless (avec Neil Young (chant, guitare, harmonica), et Joni Mitchell (chœurs))                                        | Neil Young               | 5:47 |
| 5.  | Stage Fright | Robertson                | 4:25 |
| 6.  | Coyote (avec Joni Mitchell)                                                                                              | Mitchell                 | 5:50 |
| 7.  | Dry Your Eyes (avec Neil Diamond (chant et guitare))                                                                     | Diamond, Robertson       | 3:57 |
| 8.  | It Makes No Difference (avec Rick Danko (chant))                                                                         | Robertson                | 6:48 |
| 9.  | Such a Night (avec Dr. John (chant et piano))                                                                            | Rebennack                | 4:00 |
| 10. | The Night They Drove Old Dixie Down                                                                                      | Robertson                | 4:34 |
| 11. | Mystery Train (avec Paul Butterfield (harmonica, chant))                                                                 | Parker, Phillips         | 4:59 |
| 12. | Mannish Boy (avec Muddy Waters (chant), Bob Margolin (guitare), Pinetop Perkins (piano) et Paul Butterfield (harmonica)) | London, McDaniel, Waters | 6:54 |
| 13. | Further on up the Road (avec Eric Clapton (guitare, chant))                                                              | Robey, Veasey            | 5:08 |

| 1.  | The Shape I'm In                                                                           | Robertson              | 4:06      |
| 2.  | Down South in New Orleans* (avec Bobby Charles (chant), Dr. John (guitare, chant))         | Anglin, Anglin, Wright | 3:06      |
| 3.  | Ophelia                                                                                    | Robertson              | 3:53      |
| 4.  | Tura Lura Lural (That's An Irish Lullaby)* (avec Van Morrison (chant), John Simon (piano)) | Shannon                | 4:15      |
| 5.  | Caravan (avec Van Morrison (chant))                                                        | Morrison               | 6:02      |
| 6.  | Life Is a Carnival*                                                                        | Danko, Helm, Robertson | 4:32      |
| 7.  | Baby, Let Me Follow You Down (avec Bob Dylan (chant, guitare))                             | Davis                  | 3:00      |
| 8.  | I Don't Believe You (She Acts Like We Never Have Met)* (avec Bob Dylan (chant, guitare))   | Dylan                  | 3:23      |
| 9.  | Forever Young (avec Bob Dylan (chant, guitare)                                             | Dylan                  | 4:42      |
| 10. | Baby, Let Me Follow You Down (reprise) (avec Bob Dylan (chant, guitare))                   | Davis                  | 2:46      |
| 11. | I Shall Be Released / Jam (avec tous les invités, plus Ringo Starr et Ron Wood)            | Dylan                  | 3:53 1:29 |
| 12. | The Last Waltz Suite: The Well*                                                            | Robertson              | 3:27      |
| 13. | The Last Waltz Suite: Evangeline (avec Emmylou Harris (chant, guitare))                    | Robertson              | 3:17      |
| 14. | The Last Waltz Suite: Out of the Blue*                                                     | Robertson              | 3:03      |
| 15. | The Last Waltz Suite: The Weight (avec les Staple Singers)                                 | Robertson              | 4:38      |
| 16. | The Last Waltz Suite: The Last Waltz Refrain*                                              | Robertson              | 1:28      |
| 17. | The Last Waltz Suite: Theme from The Last Waltz                                            | Robertson              | 3:22      |

## Musiciens

### The Band
- Rick Danko – guitare basse, violon, chant
- Levon Helm – batterie, mandoline, chant
- Garth Hudson – orgue, accordéon, synthétiseur, cor
- Richard Manuel – piano, batterie, orgue, claviers, dobro, chant
- Robbie Robertson – guitare, piano, chant

### Cuivres
- Rich Cooper – trompette, bugle
- James Gordon – flûte, saxophone, clarinette
- Jerry Hay – trompette, bugle
- Howard Johnson – tuba, saxophone, bugle, clarinette
- Charlie Keagle – clarinette, flûte, saxophone
- Tom Malone – trombone, euphonium, flute,
- Larry Packer – violon

### Invités
- Paul Butterfield – harmonica, chant
- Bobby Charles – chant
- Eric Clapton – guitare, chant
- Neil Diamond – guitare, chant
- Dr. John – piano, guitare, congas, chant
- Bob Dylan – guitare, chant
- Emmylou Harris – guitare, chant
- Ronnie Hawkins – chant
- Alison Hormel – chant
- Bob Margolin – guitare
- Joni Mitchell – guitare, chant
- Van Morrison – chant
- Pinetop Perkins – piano
- Dennis St. John – batterie
- John Simon – piano
- Cleotha Staples – chant
- Mavis Staples – chant
- Roebuck "Pops" Staples – guitare, chant
- Yvonne Staples – chant
- Ringo Starr – batterie
- Muddy Waters – chant
- Ron Wood – guitare
- Neil Young – guitare, harmonica, chant